# Dassault Mirage III
El Dassault Mirage III (en francés: «espejismo») es un interceptor supersónico de la familia Mirage, diseñado por la compañía francesa Dassault Aviation para el Ejército del Aire francés. Se construyeron 1422 unidades en distintas variantes, incluidos desarrollos como los Nesher y Kfir. Fue el primer avión de combate de Europa occidental en superar Mach 2 en vuelo horizontal, lo que logró el 24 de octubre de 1958.
En 1952, el Gobierno francés publicó su especificación, solicitando un interceptor ligero y para todo tipo de clima. Entre los demandados se encontraba Dassault con su diseño, inicialmente conocido como Mirage I. Tras las pruebas de vuelo favorables celebradas a lo largo de 1954, en las que se alcanzaron velocidades de hasta Mach 1,6, se decidió que se necesitaría un avión de continuidad más grande para llevar el equipo y las cargas útiles necesarias. Se consideró una propuesta de Mirage II ampliada, así como el MD.610 Cavalier (3 versiones), pero se descartó a favor de un diseño más desarrollado, propulsado por el nuevo motor turborreactor con postcombustión Snecma Atar, designado como Mirage III. En octubre de 1960, el primer modelo de producción importante, designado como Mirage IIIC, realizó su vuelo inaugural. Las entregas operativas iniciales de este modelo comenzaron en julio de 1961. En total, la Fuerza Aérea Francesa (Armée de l'Air, AdA) adquirió 95 Mirage IIIC. Al Mirage IIIC le siguieron rápidamente numerosas otras variantes.
El Mirage III fue producido en grandes cantidades, tanto para la Fuerza Aérea francesa como para un amplio número de clientes de exportación. Entre los operadores extranjeros destacados del caza se encontraban Argentina, Australia, Sudáfrica, Pakistán e Israel, así como varias naciones no alineadas. A menudo considerado como un avión de combate de segunda generación, el Mirage III experimentó una larga vida útil con varios de estos operadores; durante algún tiempo, el modelo siguió siendo un avión bastante maniobrable y un oponente efectivo cuando se enfrentaba a combates aéreos a corta distancia. Durante su servicio en la Fuerza Aérea francesa, el Mirage III estaba normalmente armado con municiones aire-tierra variadas o misiles aire-aire R.550 Magic. Su diseño demostró ser relativamente versátil, lo que permitió que el modelo de caza se adaptara fácilmente para servir en una variedad de funciones, incluidas las versiones de entrenamiento, reconocimiento y ataque terrestre, junto con varios derivados más extensos del avión, incluido el Mirage 5, el Mirage IIIV y el Cheetah. Algunos operadores han llevado a cabo amplios programas de modificación y actualización, como el Proyecto ROSE de la Fuerza Aérea de Pakistán.
El Mirage III ha sido utilizado en funciones de combate activo en múltiples conflictos, por varios operadores. La Fuerza Aérea Israelí fue quizás el operador más prolífico del caza fuera de la propia Francia; Israel desplegó sus Mirage III tanto en la guerra de los Seis Días, donde se utilizó como avión de ataque y de superioridad aérea, como en la guerra del Yom Kippur, durante la cual se utilizó exclusivamente en combate aire-aire, junto con el Nesher, un derivado del Mirage 5 construido en Israel. El as de ases Giora Epstein logró todos sus derribos volando el Mirage III o el Nesher. Durante la guerra de la frontera de Sudáfrica, el Mirage III formó la mayor parte de la flota de la Fuerza Aérea Sudafricana, que comprendía un grupo de interceptores Mirage IIICZ, cazabombarderos Mirage IIIEZ y cazas de reconocimiento Mirage IIIRZ; tras la introducción del nuevo Mirage F1, el modelo se dedicó a funciones secundarias en el conflicto, como la interceptación diurna, la seguridad de la base, el reconocimiento y el entrenamiento. En la guerra indo-pakistaní de 1971, Pakistán obtuvo con sus Mirage III ocho victorias en el aire y dos en tierra contra la Fuerza Aérea India. La Fuerza Aérea Argentina utilizó el Mirage IIIEA durante la guerra de las Malvinas, pero su falta de capacidad de reabastecimiento en vuelo limitó la utilidad de la aeronave en el conflicto. Incluso utilizando depósitos de combustible lanzables, los Mirage solo tenían una autonomía de cinco minutos dentro del área de combate alrededor de la flota británica.

## Desarrollo
La familia Mirage III comenzó a desarrollarse a partir de unos estudios realizados por el gobierno francés en 1952; ya en 1953 tenía las especificaciones de un interceptor ligero capaz de ascender dieciocho kilómetros en seis minutos y poder alcanzar Mach 1,3 en vuelo horizontal.
Dassault respondió a la solicitud del gobierno con el Mystère MD 550 Mirage, un pequeño reactor de ágil apariencia que sería propulsado por dos turborreactores Armstrong Siddeley MD30R Viper con post-combustión, cada uno con un empuje de 9,61 kN (2160 lbf). Se usó para ello un motor cohete de combustible líquido SEPR 66 para otorgar una propulsión adicional de 14,7 kN (3300 lbf). La aeronave tenía una configuración de ala en delta sin estabilizador horizontal, con una cuerda alar del 5 % (relación entre el largo del ala y su anchura) y una flecha de sesenta grados.
La configuración en forma de ala en delta tenía una serie de limitaciones. La falta de un estabilizador horizontal implicaba la carencia de flaps, lo que exigía una larga carrera de despegue y una alta velocidad de aterrizaje. El ala en delta por sí misma limita la maniobrabilidad; y sufre de bataneo a bajas altitudes debido a la gran superficie de la misma y la resultante baja carga alar. Sin embargo, el ala en delta es un diseño simple de fácil construcción y gran robustez, capaz de alcanzar una alta velocidad en línea recta.
El primer prototipo del Mystère-Delta, sin motor de postcombustión o motor cohete y con una aleta dorsal vertical demasiado grande, voló el 25 de junio de 1955. Después de alguna mejora, como la reducción de la aleta dorsal vertical a un tamaño más racional, la instalación de posquemadores y un motor cohete, fue renombrado como Mirage I. El prototipo alcanzó Mach 1,3 en vuelo nivelado sin el uso del cohete, y Mach 1,6 con el cohete encendido, a finales de 1955.
Sin embargo, el pequeño tamaño del Mirage I restringía su armamento a un solo misil aire-aire, y por eso se había decidido de forma muy prudente que la aeronave era demasiado pequeña para portar armamento bélico útil. Por esta razón, después de las pruebas, el prototipo del Mirage I fue desechado.
Dassault consideró entonces una versión algo más grande, el Mirage II, con un par de turborreactores Turbomeca Gabizo, pero ninguna aeronave de esta configuración había sido construida. El Mirage II fue re-direccionado hacia un diseño más ambicioso, que era un 30 % más pesado que el Mirage I y estaba propulsado por el nuevo turborreactor de poscombustión SNECMA Atar 101G1 con empuje de 43,2 kN (9700 lbf). El Atar era un turborreactor de flujo axial, derivado del BMW 003 un diseño alemán de la Segunda Guerra Mundial.
El nuevo diseño fue llamado Mirage III. Incorporaba el nuevo concepto de «regla del área», donde los cambios en la sección transversal de la aeronave eran hechos tan gradualmente como fuera posible, resultando en la famosa configuración en «cintura de avispa» de muchos de los cazas supersónicos. Como el Mirage I, el Mirage III venía provisto con un motor cohete SEPR.
El prototipo del Mirage III voló por primera vez el 17 de noviembre de 1956, y alcanzó una velocidad de Mach 1,52 en su séptimo vuelo. El prototipo fue luego acondicionado con el motor cohete SEPR y con difusores de choque en las tomas de aire de semicono operadas manualmente, conocidos como souris ("ratones"), que se adelantaban a medida que se incrementaba la velocidad de la aeronave, para reducir la turbulencia en la entrada del compresor. El Mirage III alcanzó una velocidad de Mach 1,8 en septiembre de 1957.
El éxito del prototipo del Mirage III tuvo como consecuencia la orden de producción de diez unidades Mirage IIIA. Estas unidades eran casi dos metros más largas que el Mirage III, tenían un 17,3 % más de área en el ala, una reducción en la cuerda del orden del 4,5 % y un motor turborreactor Atar 09B con empuje de poscombustión de 58,9 kN (13 230 lbf). Se mantenía el motor cohete SEPR y la aeronave fue acondicionada con un radar de interceptación aérea Thompson-CSF Cyrano Ibis, aviónica operacional y un paracaídas de frenado para acortar la distancia al aterrizaje.
El primer Mirage IIIA voló en mayo de 1958, logrando alcanzar la velocidad de Mach 2,2, siendo el primer avión europeo en superar Mach 2 en vuelo nivelado. El décimo IIIA fue retirado en diciembre de 1959. Uno fue acondicionado con un motor Rolls-Royce Avon 67 con empuje de 71,1 kN (16 000 lbf) como modelo de pruebas para evaluación por Australia, con el nombre Mirage IIIO. Esta variante voló en febrero de 1961, pero el motor Avon no fue adoptado para uso posterior.

## Diseño

### Mirage IIIC y Mirage IIIB
El Mirage IIIC fue el primer modelo de producción de la serie Mirage; voló por primera vez en el año 1960. El IIIC era ampliamente similar al IIIA, aunque alrededor de medio metro más largo y completamente operacional. El IIIC era un interceptor monoplaza, con un motor turborreactor Atar 09B, mostrando un tobera de escape variable en forma de «ojal».
El Mirage IIIC estaba armado con dos cañones revólver DEFA de 30 mm, instalados en el vientre de la nave, en un contenedor llamado «chasis cañón» que podía ser sustituido por un depósito de combustible adicional, con las bocas de los cañones debajo de las tomas de aire. La primera producción del Mirage IIIC tenía tres soportes de cargas, uno central bajo el fuselaje y otros dos bajo cada una de las semialas, pero rápidamente se instalaron otros dos soporte subalares más, dando un total de cinco.
El punto central podía portar misiles aire-aire de alcance medio o depósitos de combustible auxiliares de 1200 l, mientras que los dos soportes subalares interiores eran de tipo «húmedo», y por tanto se dedicaban fundamentalmente para la instalación de distintos tipos de depósitos de combustible auxiliar capaces de 500, 1200 y 1700 l. Finalmente, cada soporte subalar exterior estaba fundamentalmente concebido para transportar misiles aire-aire de corto alcance. Dependiendo de la fuerza que operaba el avión, este podía ser el AIM-9 Sidewinder estadounidense, el Matra R.550 Magic francés o bien el Shafrir israelí.
Aunque se mantenía la posibilidad de equiparlo con un motor cohete, principalmente para mejorar las ya de por sí excelentes prestaciones ascensionales, el motor cohete SEPR fue casi nunca o muy raramente utilizado. En primer lugar, requería quitar los cañones del avión, y luego, aparentemente el motor tenía la reputación de incendiar la nave. El espacio para el motor cohete fue utilizado para combustible adicional, y la tobera del cohete fue reemplazada por una aleta ventral al inicio, y luego por otro depósito auxiliar ventral con una capacidad aumentada hasta los 500 l.
El Ejército del Aire francés adquirió 95 Mirage IIIC, con entregas operativas iniciales en 1961. El Mirage IIIC permaneció en servicio con esta fuerza hasta 1988.
El Ejército del Aire también ordenó una versión biplaza de entrenamiento operativo Mirage IIIB, el cual tuvo su primer vuelo en 1959. El fuselaje fue reducido alrededor de un metro y ambos cañones fueron eliminados para acondicionar al segundo asiento. Carecía de radar, y el espacio previsto para el motor cohete SPER fue eliminado, aunque podía portar pilones de almacenamiento externos.
El Ejército francés ordenó 63 Mirage IIIB (incluyendo el prototipo), que incluían cinco Mirage IIIB-1 de reconocimiento, diez Mirage IIIB-2(RV) de entrenamiento de reabastecimiento de combustible en vuelo con sondas romas en el morro, usadas para entrenamiento de los pilotos del bombardero Mirage IVA, y 20 Mirage IIIBE, con el motor y algunas otras características del Mirage IIIE multitarea. Un Mirage IIIB fue acondicionado con un sistema de control de vuelo fly-by-wire (por cable) a mediados de los años 70 y redesignado como Mirage IIIB-SV (en francés: Stabilitie Variable, en español: Estabilidad Variable); esta aeronave fue utilizada como un modelo de pruebas para el sistema a ser utilizado en el modelo posterior conocido como Mirage 2000.

### Mirage IIIE y Mirage IIID
La Dassault, mientras producía al Mirage IIIC, diseñó una variante multitarea o de ataque denominada Mirage IIIE. El primer vuelo fue el 1 de abril de 1961.
El IIIE tenía un fuselaje delantero extendido en 300 mm a fin de incrementar el tamaño del compartimento de la aviónica situado detrás de la cabina. Esta extensión también incrementó la capacidad de combustible, necesaria para un avión multitarea. Su fuselaje trasero y el alojamiento del paracaídas de frenado es más corto que el del IIIC. Otra diferencia notable es la tobera del postquemador del Atar 09C. En el Mirage IIIC, el cambio de diámetro de la tobera se realiza con dos únicos pétalos metálicos que dejan una llamativa muesca en la tobera cuando el avión se ve lado, mientras que en la versión E, la tobera es mucho más moderna y está formada por múltiples pétalos que son los encargados de cambiar el diámetro de salida.
Muchas variantes del Mirage IIIE han sido también acondicionadas con domos de radar de navegación de onda Doppler continua tipo Marconi ubicadas en la parte inferior del fuselaje, bajo la cabina. Sin embargo, mientras que ningún IIIC tenía esta característica, no fue universal en todas las variantes del IIIE.
Una modificación adicional que no existió siempre en las versiones caza del Mirage III era una antena de alta frecuencia que estaba colocada en una extensión dorsal del borde de ataque del estabilizador vertical. El borde de ataque del estabilizador vertical de los Mirage III sin esta antena es totalmente recto, mientras que en los Mirage III con antena HF, se puede observar que el borde de ataque está acodado cerca de la raíz del estabilizador y que, normalmente, esta extensión dorsal suele ser de color blanco y con el borde de ataque negro. La extensión parecía haber sido generalmente estandarizada para la producción de los Mirage IIIA y Mirage IIIC, pero solo apareció en algunas de las versiones de exportación del Mirage IIIE.
El IIIE tenía un radar de modo dual aire/tierra Thompson-CSF Cyrano II; un sistema receptor de alerta radar con las antenas montadas en el estabilizador vertical de la aeronave.
Tenía las mismas capacidades básicas de cargas externas del Mirage IIIC. Portaba nuevos tipos de armamento. El punto central también podía cargar un arma aire-superficie o aire-aire. El par de puntos subalares interiores podían cargar un depósito de combustible de 250 l que tenía integrado el lanzacohetes JL-100, de calibre 68nbsp;mm y 18 bocas. Otro depósito suplementario similar podía portar hasta cuatro bombas de caída libre por depósito. Los puntos subalares exteriores permitían la instalación de pequeños lanzacohetes o bombas.
El Ejército del Aire recibió la primera producción en 1964; finalizó con 192 unidades entregadas. Se produjo un total de 523 Mirage IIIE, incluyendo las exportaciones.
A mediados de la década de 1960 se experimentó con un Mirage IIIE equipado con el turborreactor mejorado Snecma Atar 09K-6 denominado Mirage IIIC2.
El Mirage IIID es la variante biplaza del Mirage IIIE, cuya función es la del entrenamiento. Disponía de una capacidad de combate limitada, capacidad de combustible menor y carecía de radar.
Algunos clientes obtuvieron el Mirage IIIBE bajo la designación general Mirage IIID, aunque las versiones de entrenamiento eran generalmente similares al Mirage IIIBE, excepto por algunos cambios menores en acondicionamiento de equipo. En algunos casos eran efectivamente idénticos, dado que dos unidades de superproducción del Mirage IIIBE del Ejército del Aire francés fueron vendidas a Brasil bajo la designación Mirage IIIBBR, y tres similares fueron vendidas a Egipto bajo la designación Mirage 5SDD. Las aeronaves australianas y belgas eran ensambladas en sus propios países.

### Licenciamiento
Australia produjo bajo licencia al Mirage IIIE. Lo hizo en dos variantes: el Mirage IIIO (F) de interceptación y el Mirage IIIO (A) de ataque. La Dassault construyó las primeras dos unidades de muestra del IIIO (F). El primer vuelo fue en marzo de 1963. Las Fábricas de Aeronaves del Gobierno y la Commonwealth Aircraft Corporation continuaron fabricando 48 IIIO (F) y 50 IIIO (A).
Todos los Mirage IIIO (F) se convirtieron en IIIO (A) entre 1967 y 1979. Australia retiró al Mirage en 1988. Pakistán compró 50 aparatos supervivientes en 1990.
Suiza adquirió el único Mirage IIIC de pruebas y continuó la producción de 36 Mirage IIIS reforzados en las alas, estructura y tren de aterrizaje. Equipo el radar Hughes TARAN-18, reemplazando al Thompson-CSF Cyrano II. Con este radar, el Mirage IIIS pudo armarse de misiles AIM-4 Falcon.
Suiza actualizó 30 unidades remanentes en 1990.

### Milan
En el año 1968, la Dassault inició, cooperando con Suiza, una actualización del Mirage denominada Milan. La característica principal de esta variante fue un par de canards retráctiles, instalados frente a la cabina de mando, que se proyectan a los costados del radomo delantero. Estos estaban diseñados para proveer un mejor desempeño en despegue y el control de baja velocidad para el rol de ataque. Se instalaron en tres aviones estos planos que se extienden a los costados de la cabina de mando.
Un prototipo completamente equipado reconstruido a partir de un Mirage IIIR voló en mayo de 1970; estaba impulsado por el motor Snecma Atar 09K-50, con un impulso de posquemador de 70.6 kN (15 900 lbf), después de la evaluación de un modelo inicial de esta nueva serie el desaparecido Mirage IIIC2. El Milan tenía también actualizaciones en aviónica, que incluían un designador y telémetro láser en el morro. Un segundo prototipo totalmente equipado fue producido para evaluación por los suizos que era llamado Milan S.
Los canards delanteros aportaron importantes beneficios en el manejo y la maniobrabilidad, pero también tenían fallos. Bloqueaban la visión delantera del piloto hasta cierto punto, y ocasionaban turbulencias en las tomas de aire del motor, que nunca lograron superar. El concepto del Milan fue abandonado en 1972, mientras que se continuaba el trabajo en alcanzar los mismos objetivos con los estabilizadores del avión y los canards fijos instalados a los costados de las toberas de ingreso de aire a los motores.

### Mirage IIING

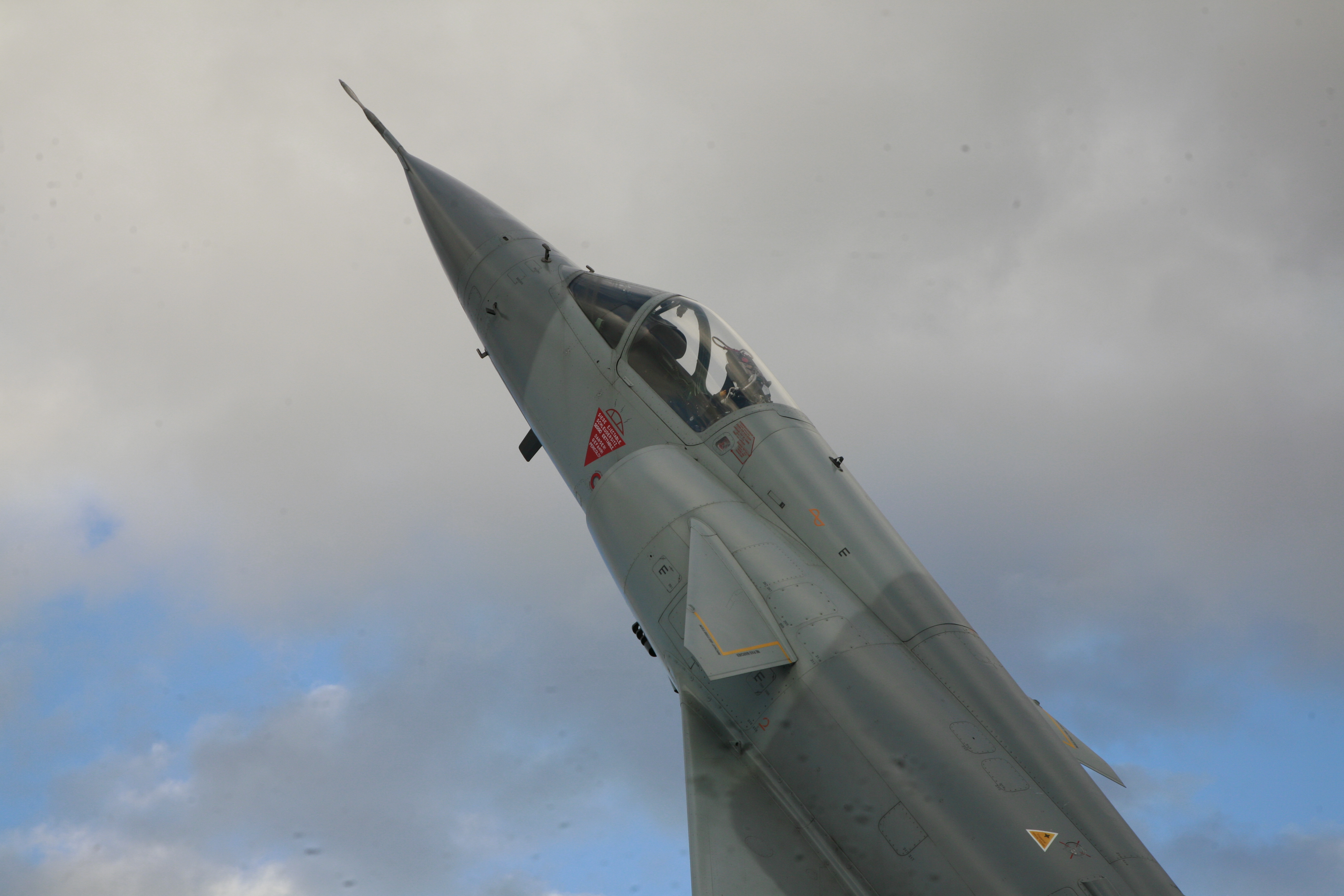
Canards del Mirage III.

La Dassault experimentó con el Mirage IIING (en francés: Nouvelle Generation), una versión modificada. El Mirage IIING llevaba el motor Atar 9K-50. Tenía una ala delta modificada con extensiones desde el origen del borde ataque de las alas, más un par de estabilizadores fijos acondicionales por arriba y detrás de las tomas de aire. Estos estabilizadores aportaban un cierto grado de flujo de aire sobre el ala volviendo al avión más estable y maniobrable.
La aviónica fue completamente modernizada, aplazando el posterior esfuerzo de desarrollo de nueva aviónica para el caza de nueva-generación Mirage 2000. El Mirage IIING utilizaba un sistema de vuelo fly-by-wire para permitir el control de las inestabilidades del avión, y mostraba un sistema de navegación/ataque avanzado; nuevo radar multimodo; y un sistema de telemetría láser. El motor repotenciado y las mejoras aerodinámicas le proporcionaron al Mirage IIING unas prestaciones muy superiores. El modelo nunca entró en producción, pero hasta cierto punto, el IIING fue un modelo de pruebas para varias tecnologías que podían ser y de hecho fueron acondicionadas en las actualizaciones de los existentes Mirage III y Mirage V.
Las mejoras variaciones del IIING fueron incorporadas en el Mirage IIIE brasileño después de 1989, así como en cuatro Mirage IIIE excedentes de Francia que fueron transferidos a Brasil en 1988. En 1989, Dassault ofertó una actualización similar de reacondicionamiento del Mirage IIIE excedente bajo la designación Mirage IIIEX, presentando estabilizadores, una sonda fija para el reabastecimiento en vuelo, un morro más largo, nueva aviónica y otras mejoras.

### Programa Mirage III ROSE
La empresa francesa SAGEM actualizó los Mirage III y 5 de la Fuerza Aérea de Pakistán. La actualización se desarrolló en tres etapas: ROSE I, ROSE II y ROSE III. Se sometió al ROSE I a un número aproximado de 42 aviones. El ROSE I implicó la instalación del radar Grifo M; esto brindó a los aviones capacidad BVR. Al menos 40 aparatos recibieron el ROSE II. Se implementaron cabinas digitales e infrarrojo de barrido frontal, lo que permitió la utilización de bombas guiadas por láser. El ROSE III es la continuación del anterior.

## Historia operacional

### Israel

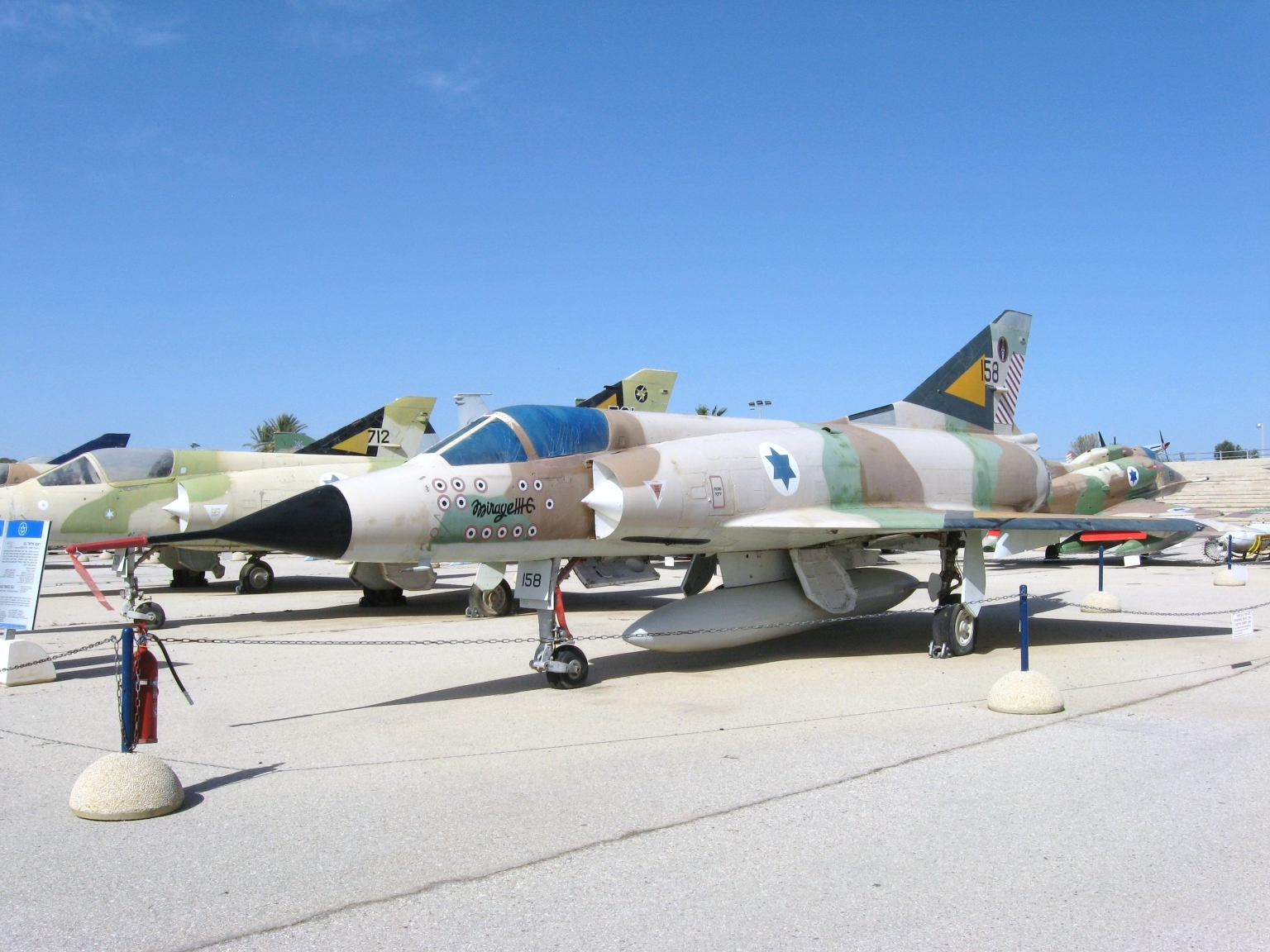
Mirage IIICJ que pertenecía al Escuadrón 101 de la Fuerza Aérea Israelí. El avión tiene 13 kill-marks.

La Fuerza Aérea Israelí compró 70 Mirage IIICJ y 2 Mirage IIIRJ entre 1962 y 1964, y 4 Mirage IIIBJ entre 1966 y 1968.
La Dassault Aviation y Francia cooperaron con Israel al principio. La guerra de los Seis Días motivó a Francia a imponer una embargo de armas a Israel. Esto forzó a la nación hebrea a mantener sus aeronaves por su cuenta. La Israel Aircraft Industries desarrolló finalmente al avión IAI Nesher, basado en el Mirage 5.
El 29 de mayo de 1966, un Mirage III israelí logró el primer derribo. Las víctimas fueron dos MiG-19 egipcios que intentaban interceptar a un J-3 Cub israelí de reconocimiento. El primer MiG-19 cayó derribado por un misil guiado por radar R.530 disparado a menos de una milla de distancia. Esta fue también la primera baja por parte de este misil. El segundo MiG-19 cayó abatido por fuego de cañones.
Los Mirage IIICJ israelíes combatieron en la Guerra de los Seis Días, entre el 5 y el 10 de junio de 1967. Doce Mirage defendieron el espacio aéreo israelí mientras el resto bombardeaba las bases aéreas árabes. Seis aviones enemigos cayeron derribados por los Mirage el primer día de combate. Al final de la guerra habían sido derribados un total de 48. El desempeño del Mirage IIICJ como bombardero fue deficiente.
En la guerra de Yom Kipur de 1973, los Mirage IIICJ ejecutaron operaciones aire-aire, derribando 106 aviones sirios y egipcios. El as Giora Epstein se consagró a bordo de un Mirage IIICJ. Israel reconoce la pérdida de cinco aviones en combate. Otras fuentes afirman que al menos 26 Mirage y Nesher cayeron.

### Argentina

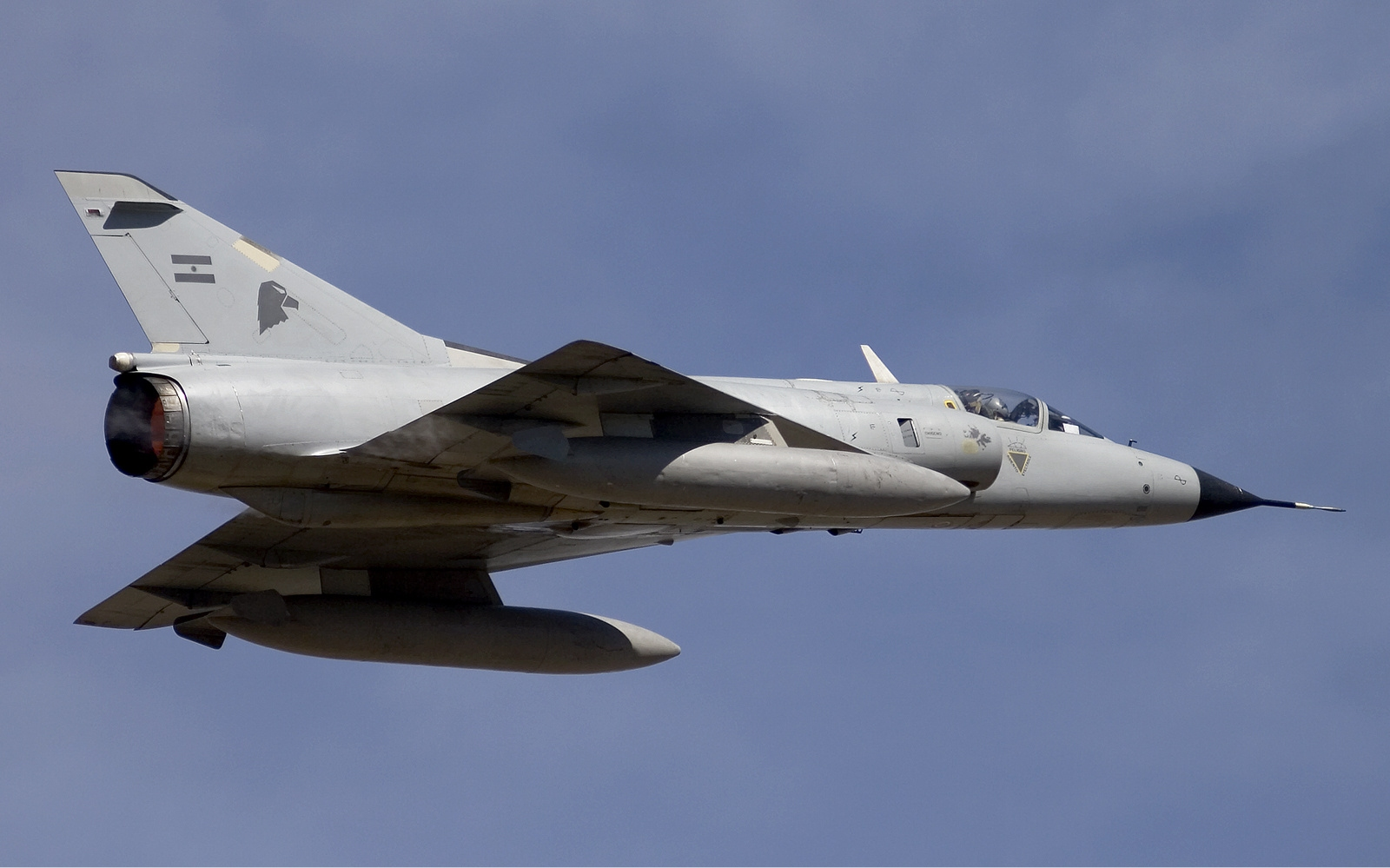
Mirage IIIEA del Grupo 6 de Caza, año 2015.

La Fuerza Aérea Argentina compró un lote de 10 Mirage IIIE y 2 Mirage IIID en 1970. El primer avión arribó al país en 1972. Los aviones IIIE y IIID recibieron la designación «IIIEA» y «IIIDA» («A» por Argentina) respectivamente.
El 21 de septiembre de 1973, la FAA creó el Escuadrón I de Caza-Interceptora con asiento en la Base Aérea Militar Mariano Moreno.
La Fuerza Aérea Argentina compró siete Mirage IIIEA adicionales en 1977, tras obtener buenos resultados con el primer lote.
El 23 de marzo de 1976, el Mirage IIIEA I-009 resultó destruido tras caer a tierra; el piloto salió ileso. El 30 de marzo de 1979, el Mirage IIIDA I-001 se estrelló, destruyéndose; ambos pilotos resultaron ilesos. Estas bajas motivaron la compra de dos Mirage IIIDA en el año 1980.
El Grupo 8 de Caza desplegó en las bases aéreas militares Comodoro Rivadavia y Río Gallegos.
Los Mirage III de la Fuerza Aérea Argentina padecieron la carencia del sistema de reabastecimiento en vuelo para poder alcanzar las islas Malvinas, distantes 700 km de los aeródromos más próximos. Entonces solo podían mantenerse entre cinco y diez minutos sobre las islas y siempre en altura. Además, la pista del Aeropuerto de Puerto Argentino/Stanley era demasiado corta para cualquier avión a reacción.
Los Mirage IIIEA entraron en combate contra los Sea Harrier FRS.1 de la Marina Real británica. Dos Mirage cayeron derribados, uno por un misil AIM-9L disparado por un Sea Harrier, mientras que el otro resultó eliminado por la artillería propia por error.
Los Mirage IIIEA cumplimentaron 47 misiones de cobertura y 7 de distracción.
Tras el conflicto, Argentina adquirió en 1982 un lote de 22 Mirage IIICJ a Israel para suplir las bajas del IAI Dagger. Los aparatos portaban insignias peruanas para mantener la compra secreta. El desgaste de los aviones motivó su retiro en 1991.
La FAA disolvió al Grupo 8 de Caza en 1988; y transfirió a los Mirage III al Escuadrón II del Grupo 6 de Caza. La FAA retiró finalmente los Mirage IIIEA y IIIDA en noviembre del año 2015.

### España

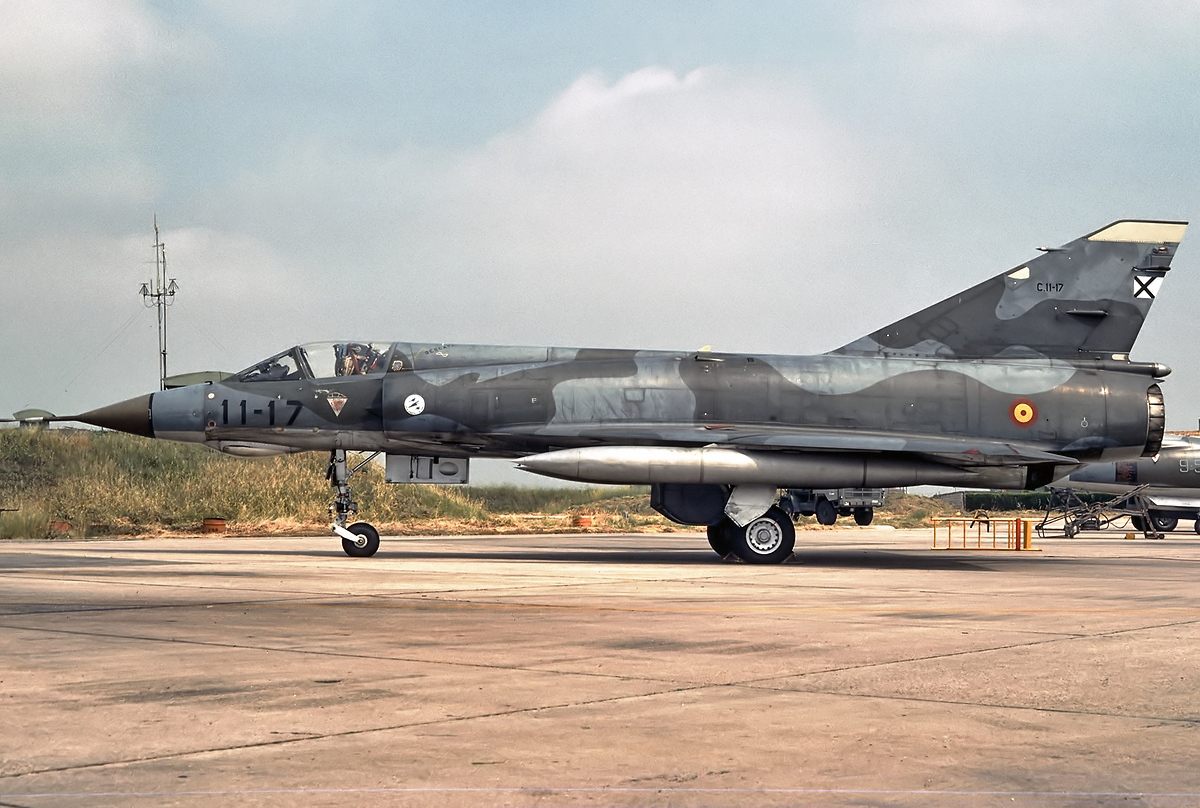
Mirage IIIEE del Ejército del Aire.

A finales de los años 60, la defensa aérea de España recaía sobre los F-86F Sabre y un reducido número de F-104G Starfighter. Este país necesitaba incorporar nuevos aviones y además se estaba planteando la diversificación de las fuentes de suministro del material aéreo y dejar de depender exclusivamente de los Estados Unidos, para evitar problemas de restricciones de uso como la ocurrida durante la guerra de Ifni.
Los técnicos del Ministerio del Aire plantearon la compra de treinta ejemplares de Mirage III para lograr su incorporación en breve tiempo e incluso iniciar la fabricación local por Construcciones Aeronáuticas S.A., junto a los repuestos, equipos de apoyo y una opción de compra de otros 15 aviones. Debido a la necesidad demostrada por el Ejército del Aire español en disponer del avión y al interés de Dassault-Breguet por abrir un nuevo mercado, ambos convencieron al Ejército del Aire francés para que permitiera desviar diez aviones monoplazas a España.
Los Mirage IIIEE (la segunda E correspondía a España), pertenecían a un modelo algo más avanzado fabricado a partir del IIIC. Durante la mayor parte de los 22 años de servicio en el Ala 11, con base en Manises, cada uno de los escuadrones mantuvo activos 12 monoplazas Mirage IIIEE y 3 biplazas IIIDE. Los aparatos monoplazas lucieron las matrículas C.11-1 a C.11-24, y CE.11-25 a CE.11-30 los biplazas de entrenamiento.
El despliegue en Gando y El Aiún de un destacamento de cuatro Mirage III desde donde apoyar a las fuerzas españolas del Sahara, fue uno de los acontecimientos más importantes del Ala 11, y también, a partir del otoño de 1975, una docena de aviones estuvieron en estado de alerta por si era necesaria su presencia en aquella provincia.

#### Modernización
Durante 1993, El Ejército del Aire recibió la propuesta de modernizar sus Mirage IIIEE y IIIDE con nueva aviónica y sistemas. Estos cazas serían modernizados por las empresas españolas Construcciones Aeronáuticas S.A. y Ceselsa, quienes conformaron la sociedad ATTORN S.A. para este proyecto.
La modernización abarcaría los accesorios, equipos e instrumentos. Se instaló una sonda de reabastecimiento en vuelo y una toma de respostaje en tierra a presión por punto único. Se modificó y prolongó el morro y cuatro nuevos puntos fuertes para cargas externas, similar al IAI Kfir. Se instalaron nuevos planos canard, los cuales aumentan el régimen de viraje instantáneo, reducen la carga alar (y consecuentemente la fatiga sobre los planos) y le permiten sostener mayores ángulos de ataque. También reducen la carrera de despegue y aterrizaje.
Se extendió la vida útil del avión en 2500 horas de vuelo mediante la reparación y/o sustitución de las costillas de los planos; la reubicación de los taladros de drenaje; la inspección del larguero principal del plano; y el montaje con ajuste de la interferencia de casquillas.
El nuevo equipamiento electrónico incluía un radar Emerson Electric APQ-159, integración de equipos con BUS digital MilStd 1553B, computador de datos aéreos AYK-14 (similar al del F/A-18C), RWR ALR-300, jammer interno, dispensadores de contramedidas ALE-40, HOTAS, HUD, UFC, dos pantallas multifunción, nuevo instrumental análogo (redundante) IFF/SIF y nuevas radios VHF/UHF con modo crypto (tipo Have Quick).
La nueva aviónica permitiría la operación de los misiles AIM-9 Sidewinder, AGM-65G Maverick y AGM-88 HARM, las bombas Paveway, barquillas iluminadores láser y de guerra electrónica.
Se prefirió dar de baja a los Mirage en lugar de modernizarlos. El Mirage F1 reemplazó al Mirage III.

### Sudáfrica

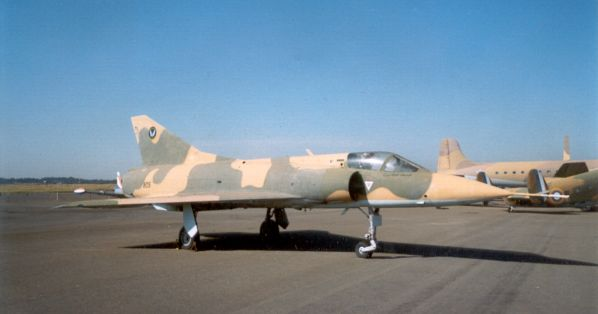
Mirage IIICZ.

La Fuerza Aérea Sudafricana incorporó el Mirage III en 1963, con numerosas modernizaciones hasta su retirada. La Fuerza recibió 77 células Mirage III, que Atlas Aviation montó en el país. El embargo supuso la cancelación de la entrega de aproximadamente 50 ejemplares adicionales. No está claro si el embargo afectó las entregas en su totalidad, ya que se aplicó de manera lenta por problemas «administrativos».
Se cree que Atlas, capacitada para el montaje del Mirage III y productora de algunos componentes de importancia (incluido el motor), recibió asistencia de Israel para concluir la producción autóctona de algunos ejemplares, incluidos varios del lote original llegados de Francia en componentes e incompletos. Asimismo Israel pudo haber suministrado repuestos y recambios, procedentes de los fabricados para su flota de Mirage III.
Sudáfrica operó el Mirage IIICZ (16), el Mirage IIIBZ (3), el Mirage IIIEZ (17), el Mirage IIIDZ (14; 11 de ellos convertidos a D2Z) y el Mirage IIIRZ (8; 4 de ellos convertidos a R2Z).
Sudáfrica llevó a cabo las siguientes modificaciones:
- Mirage IIID2Z

Mirage IIIDZ convertido con el motor que equipaba al Mirage F1, Snecma Atar 09K-50. Este avión se ideó para entrenamiento con las prestaciones del motor para los futuros pilotos de los F1 que compró la SAAF.
- Mirage IIIR2Z

Mirage IIIRZ con motor Snecma Atar 09K-50.
- Atlas Cheetah

#### Atlas Cheetah
El embargo internacional de armamento impuesto en 1977 impedía a Sudáfrica adquirir cazas más modernos, por tal motivo decidió mejorar al máximo la eficacia de sus Mirage. El resultado fue el desarrollo del programa Cheetah, que comenzó en julio de 1986, y dio como resultado una versión modernizada del biplaza Cheetah.
En diciembre de 1987, Atlas Aviation mostró un Mirage III considerablemente modificado y denominado Cheetah, desarrollado con un considerable apoyo israelí. El Cheetah significó el rediseño y modificación de casi un 50% del Mirage III. El programa incluyó además también las modernizaciones de los Mirage III con la inclusión del motor Atar 9K-50, designados como Mirage IIIE2Z, D2Z y R2Z, esto fue posible ya que Atlas adquirió la licencia de producción del motor Atar 9K-50 cuando inició el programa Mirage F1.
La conversión incluyó 23 células de Mirage III de la SAAF (excepto los modelos CZ, BZ y IIIR en servicio) y al menos 45 de Kfir C2/TC2, en un contrato que incluía no solamente el suministro por Israel de las células, sino también aviónica, radares y asistencia técnica.
Se construyeron las siguientes versiones:
Cheetah C
Fuselajes Kfir nuevos, con el pack de sensores de la conversión C10 (radar Elta 2032, etc.). Eran el equivalente de la SAAF al IAI Kfir C7. Estaban destinados a ser los cazas multitarea de la SAAF hasta la llegada de los 28 Gripen. Se construyeron 38 Cheetah C, avión de combate polivalente, la variante más avanzada, contando con un radar multimodo Elta EL2032 (el previsto para el IAI Lavi), computadora de misión Elbit y sistema de guerra electrónica Elisra. El Cheetah C estaba motorizado con el Snecma Atar 9K-50, contando con sonda de reabastecimiento en vuelo y parabrisas de una sola pieza (el del Mirage 2000).
Cheetah D
Biplazas construidos con propósitos tácticos, como reemplazo de los Buccaneer Mk50 en el rol de ataque nuclear. En total fueron reconstruidos 11 Cheetah D a partir de Mirage IIIDZ/D2Z. Los cinco biplazas restantes fueron reconstruidos a partir de células de Kfir.
Chetaah E
Eran conversiones de Mirages IIIEZ, en un proceso similar al Pantera chileno o a las conversiones colombianas. En esencia era un paquete de instalación de un sistema WDNS, INS, radar Elta 2001 y demás para darle potenciales de ataque asimilables al Kfir C7. Los 16 Cheetah E fueron construidos a partir de Mirage IIIEZ.
Los Cheetah D y E estaban propulsados por el inferior en prestaciones Atar 9C-30. En uno de los aviones Cheetah D se probó un motor Klimov SMR-95.
Cheetah R
Ex Mirage IIIR2Z. Un solo ejemplar.

#### Guerra de la frontera
Durante la guerra de la frontera de Sudáfrica, los Mirage III de la Fuerza Aérea Sudafricana realizaron misiones de reconocimiento en Angola. Aparentemente, la única ocasión donde entraron en combate fue en el bombardeo del campamento de refugiados namibios de Cassinga. Un grupo táctico cubano destacado en Tchamutete, que respondió inmediatamente, recibió un ataque de los Mirage III del Escuadrón 2. Resultaron destruidos los Impalas y aproximadamente 24 tanques T-34. Además se produjeron 16 muertos y más de 70 heridos. Los Mirage IIICZ fueron enviados varias veces a interceptar MiG-21 y MiG-23, pero nunca llegaron a entrar en combate con ellos. El principal problema de los Mirage III en el teatro angoleño era su limitado armamento que reducía sus posibilidades de combate. Este factor hizo que quedara relegado a los combates cercanos a la frontera, y para entonces, desde finales de 1987, los MiG-23ML habían ganado la superioridad aérea.
Los Mirage sufrieron varias pérdidas: el Mirage IIIR2Z «856» fue derribado sobre Angola en 1979. Un Mirage IIICZ sufrió daños al ser alcanzado por un SA-7 en 1981.

### Brasil
En mayo de 1970, Brasil encargó 16 cazas, 12 del modelo Mirage IIIEBR y 4 del modelo IIIDBR, que fueron entregados a la Fuerza Aérea Brasileña entre octubre de 1972 y mayo de 1973, recibiendo el nombre de F-103. Los cazas Mirage III brasileños pertenecieron al 1º. Grupo de Defensa Aérea (1º GDA), ubicado en la base de Anápolis, en Goiás.
Estos cazas pasaron por un primer programa de modernización a finales de la década de 1980 y nuevamente en 1997. Permanecieron en funcionamiento hasta diciembre de 2005, cuando contaban con más de 67.000 horas de vuelo y 33 años de servicio, siendo sustituidos por los cazas Mirage 2000.
A lo largo de su período de operación en la Fuerza Aérea Brasileña, se adquirieron otros 10 aviones modelo E, todos de la Fuerza Aérea Francesa, distribuidos de la siguiente manera: cuatro en 1980, dos en 1988, dos en 1989 y, finalmente, dos más en 1999. Todos los aviones que vinieron a reemplazar las pérdidas operativas fueron estandarizados con los modelos IIIEBR, e incluso recibieron refinamientos aerodinámicos como la instalación de aletas Canard. Así, la Fuerza Aérea Brasileña contó con un total de 22 aviones Mirage IIIEBR que operaron bajo sus colores.

### Líbano
Después de haber encargado 12 aviones (10 monoplazas y 2 biplazas), el Líbano recibió su primer Mirage III en abril de 1968 y el último en 1969. Estos aviones fueron asignados al Escuadrón 5 hasta 1973 y luego al Escuadrón 4. Los Mirages libaneses llevaron a cabo algunas raras misiones de combate en la década de 1970 y luego, cuando la guerra civil asoló el país, fueron almacenados desde 1978 a la espera de días mejores. Mientras tanto, en accidentes se perdieron un monoplaza y un biplaza. Los 10 aviones restantes, sin embargo, nunca volvieron a volar bajo los colores libaneses y finalmente fueron vendidos a Pakistán en el año 2000. Fueron puestos nuevamente en servicio con la Fuerza Aérea de Pakistán.

## Variantes

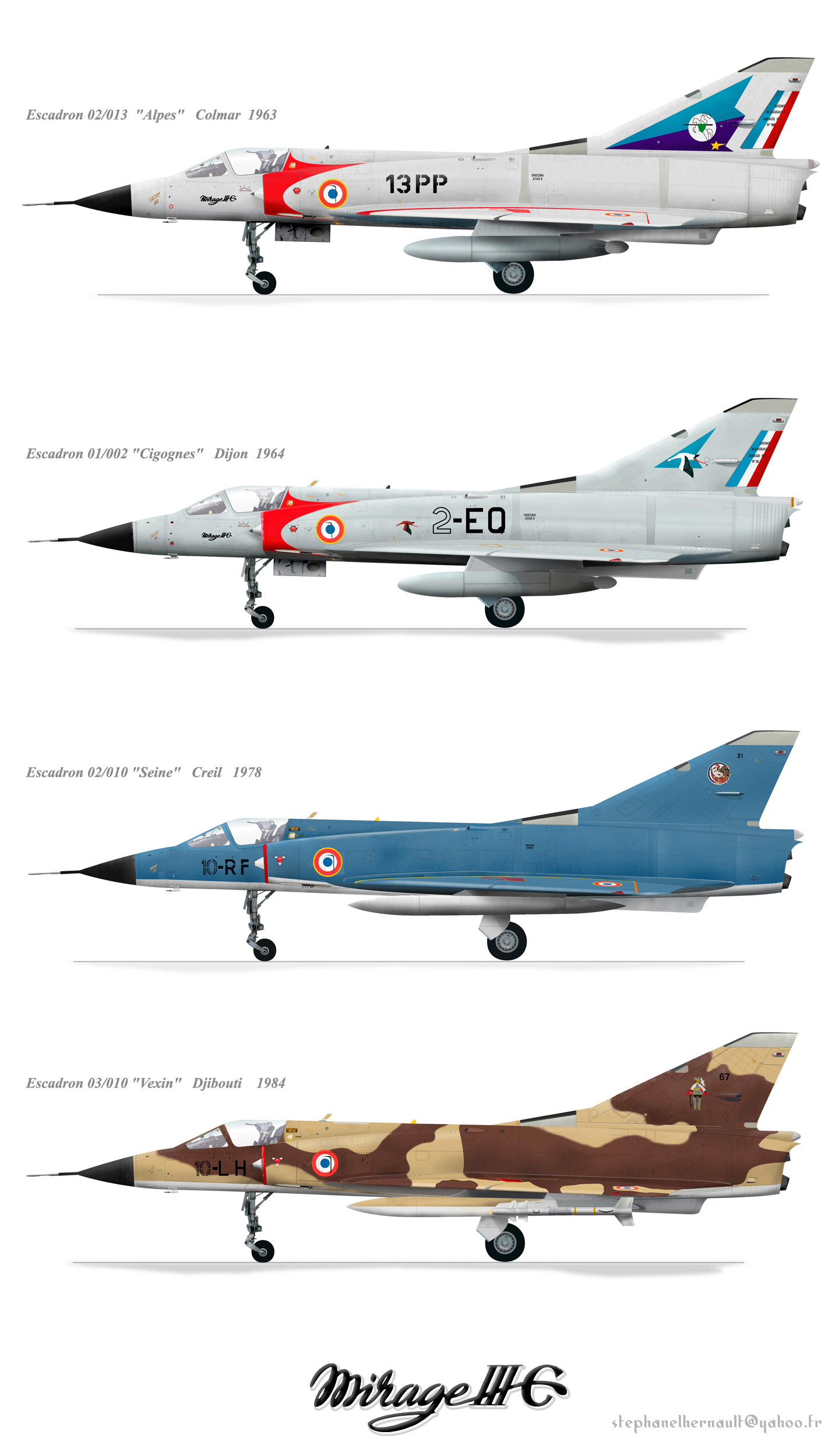
Familia del Mirage IIIC.

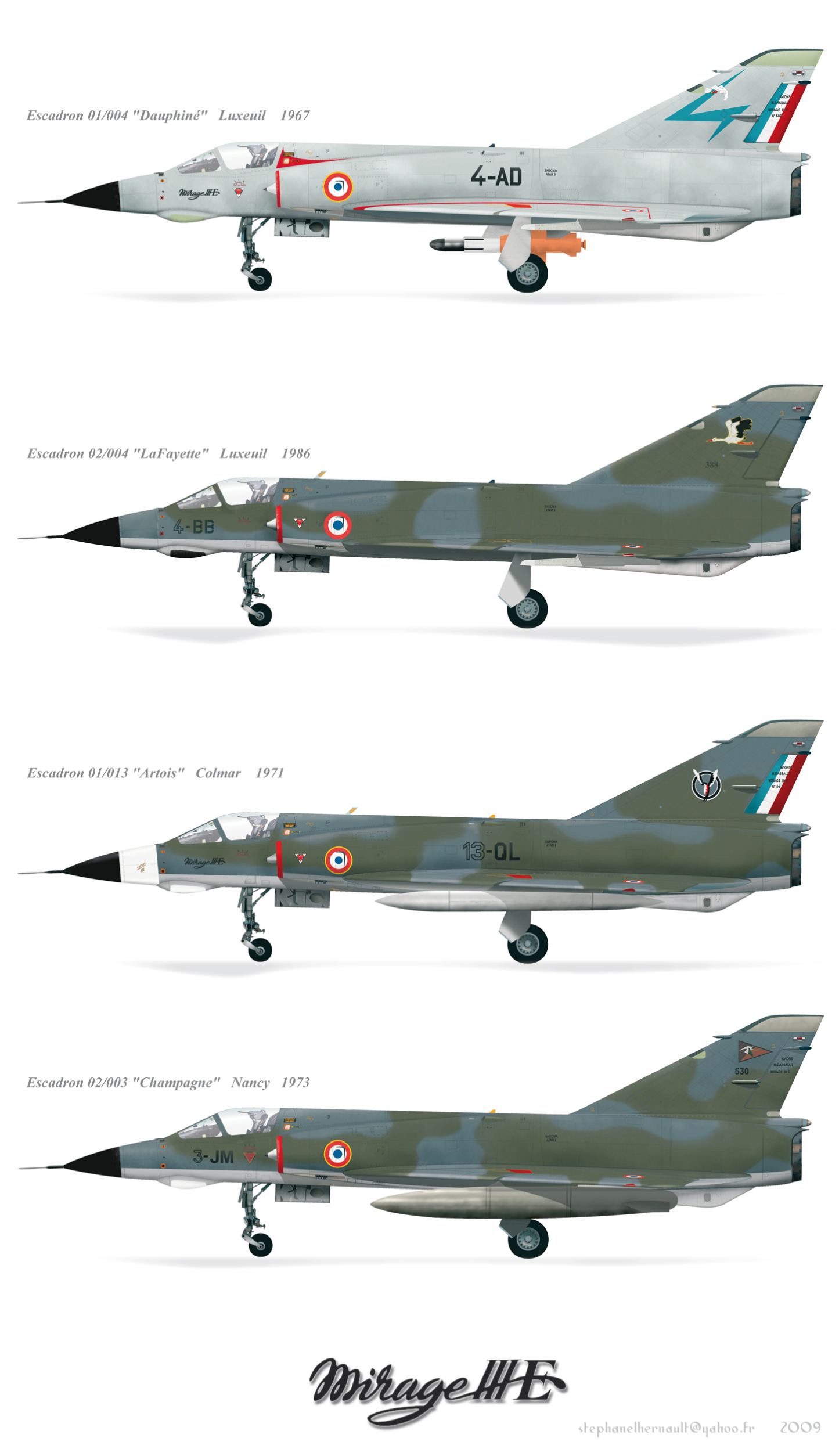
Familia del Mirage IIIE.

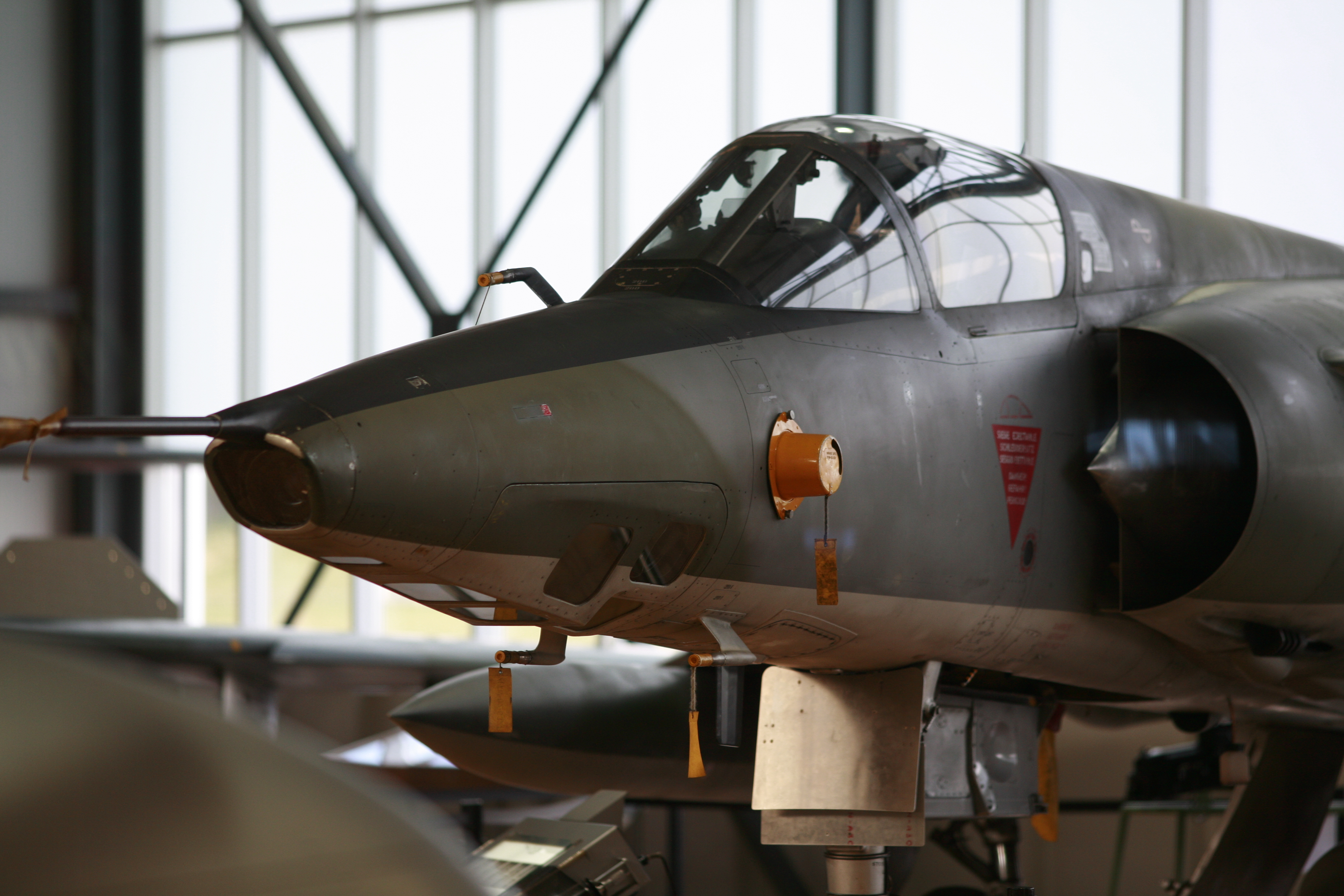
Ventanas de cristal de cámaras del Mirage IIIR.

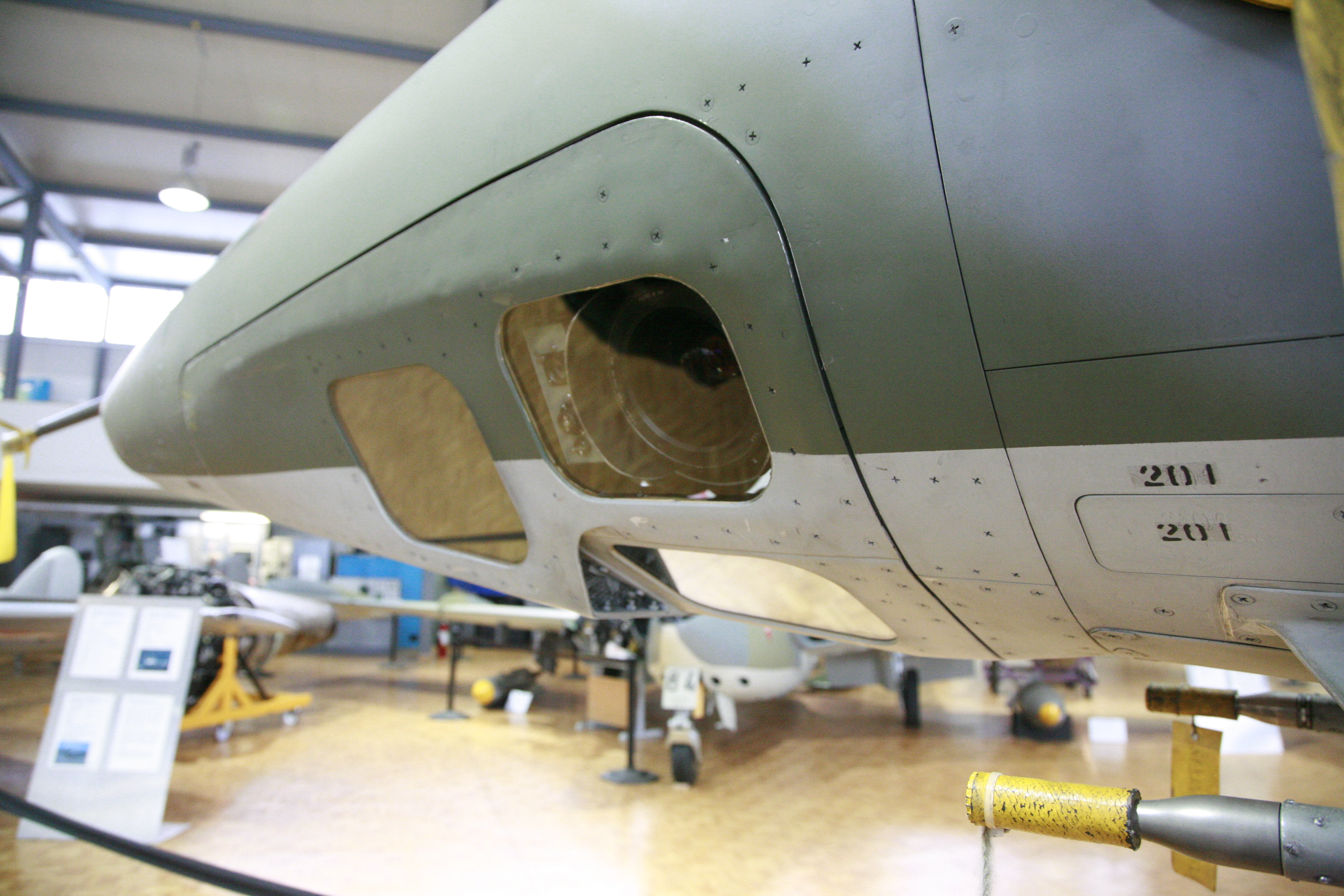
Detallae de ventanas de cámaras.

### Modelos básicos
Mirage IIIB
Variante biplaza del Mirage IIIC.
Mirage IIIBJ
Variante de exportación del Mirage IIIB para la Fuerza Aérea Israelí.
Mirage IIIBZ
Variante de exportación del Mirage IIIB para la Fuerza Aérea Sudafricana.
Mirage IIIBS y DS
Vvariante de exportación del Mirage IIID para la Fuerza Aérea Suiza.
Mirage IIIC
Variante monoplaza. 95 unidades construidas.
Mirage IIICJ
Variante de exportación del Mirage IIIC para la Fuerza Aérea Israelí.
Mirage IIICS
variante de exportación del Mirage IIIC para la Fuerza Aérea Suiza.
Mirage IIICZ
Variante de exportación del Mirage IIIC para la Fuerza Aérea Sudafricana.
Mirage IIID
Variante biplaza del Mirage IIIE.
Mirage IIIDA
Variante de exportación del Mirage IIID para la Fuerza Aérea Argentina.
Mirage IIIDBR y DBR-2
Variante de exportación del Mirage IIID para la Fuerza Aérea Brasileña.
Mirage IIIDL
Variante de exportación del Mirage IIID para la Fuerza Aérea Libanesa.
Mirage IIIDP
Variante de exportación del Mirage IIID para la Fuerza Aérea de Pakistán.
Mirage IIIDE
Variante de exportación del Mirage IIID para el Ejército del Aire español.
Mirage IIIDV
Variante de exportación del Mirage IIID para la Fuerza Aérea Venezolana.
Mirage IIIDZ
variante de exportación del Mirage IIID para la Fuerza Aérea Sudafricana.
Mirage IIIE
Variante monoplaza. 192 unidades construidas.
Mirage IIIEA
Variante de exportación del Mirage IIIE para la Fuerza Aérea Argentina.
Mirage IIIEBR y EBR-2
Variante de exportación del Mirage IIIE para la Fuerza Aérea Brasileña.
Mirage IIIEE
Variante de exportación del Mirage IIIE para el Ejército del Aire español.
Mirage IIIEL
Variante de exportación del Mirage IIIE para la Fuerza Aérea Libanesa.
Mirage IIIEP
Variante de exportación del Mirage IIIE para la Fuerza Aérea de Pakistán.
Mirage IIIEZ
Variante de exportación del Mirage IIIE para la Fuerza Aérea Sudafricana.
Mirage IIIEV
Variante de exportación del Mirage IIIE para la Fuerza Aérea Venezolana.
Mirage IIIR
Variante de reconocimiento. 50 unidades construidas.
Mirage IIIRD
Variante mejorada del Mirage IIIR.
Mirage IIIRP
Variante de exportación del Mirage IIIR para la Fuerza Aérea de Pakistán.
Mirage IIIRZ
Variante de exportación del Mirage IIIR para la Fuerza Aérea Sudafricana.
Mirage IIIR2Z
Variante del Mirage IIIRZ propulsada por el Atar 9K-50.
Mirage IIIRS
Variante del Mirage IIIR construida por Suiza. 18 unidades construidas.
Mirage IIIO (F)
Variante de interceptación construida bajo licencia por Australia.
Mirage IIIO (A)
Variante de ataque construida bajo licencia por Australia.

### Mirage 5
Mirage 5/50
Variante de ataque desarrollada por solicitud de la Fuerza Aérea Israelí. El primer vuelo fue el 19 de mayo de 1967.

### Variantes canceladas
Mirage IIIK
Variante propulsada por un turborreactor Rolls-Royce Spey ofrecida a la Real Fuerza Aérea británica.
Mirage IIIM
Variante embarcada para la Marina Nacional francesa.
Mirage IIIV
Variante VTOL construida por una requerimiento de la OTAN de los años 60 de un avión de tales características.
Mirage IIIW
Variante de caza ligero desarrollada entre la Dassault Aviation y la Boeing para una competición de los Estados Unidos; perdió frente al Northrop F-5 Freedom Fighter.

## Operadores

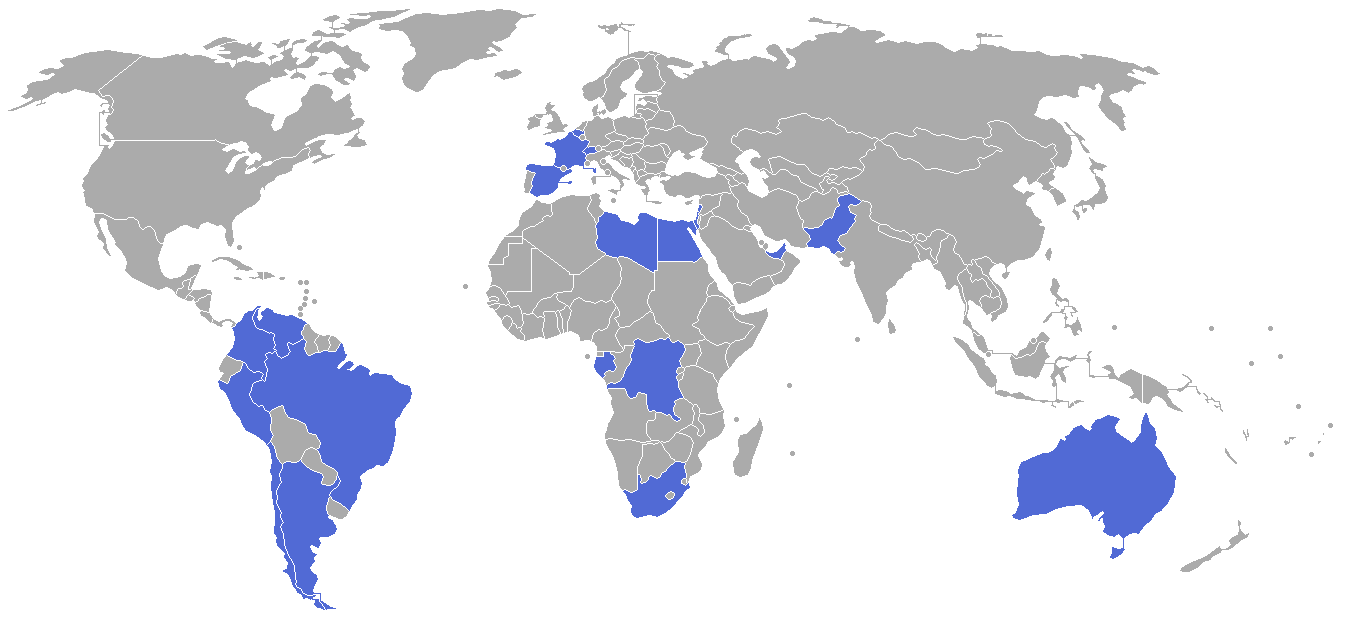
Países que operan o han operado con el Mirage III y sus derivados.

El Ejército del Aire francés operó 95 IIIC, 183 IIIE, 27 IIIB, 5 IIIB1, 10 IIIB2(RV), 20 IIIBE, 50 IIIR y 20 IIIRD.
| País                   | Cantidad                                                     | En servicio |
| ---------------------- | ------------------------------------------------------------ | ----------- |
| Argentina              | 17 IIIEA 4 IIIDA 19 IIICJ 3 IIIBJ                            | No          |
| Australia              | 49 IIIO (F) 51 IIIO (A) 16 IIID                              | No          |
| Brasil                 | 16 IIIEBR 6 IIIEBR-2 4 IIIDBR 6 IIIDBR-2                     | No          |
| Emiratos Árabes Unidos | -                                                            | -           |
| España                 | 24 IIIEE 6 IIIDE                                             | No          |
| Israel                 | 72 IIICJ 5 IIIBJ 2 IIIRJ                                     | No          |
| Líbano                 | 10 IIIEL 2 IIIDL                                             | No          |
| Pakistán               | 18 IIIEP 43 III (0) 5 IIIDP 7 IIID 13 IIIRP                  | Si          |
| Sudáfrica              | 16 IIICZ 17 IIIEZ 3 IIIBZ 3 IIIDZ 11 IIID2Z 4 IIIRZ 4 IIIR2Z | No          |
| Suiza                  | 1 IIICS 36 IIIS 4 IIIBS 2 IIIDS 18 IIIRS                     | No          |
| Venezuela              | 7 IIIEV 3 IIIDV                                              | No          |

## Cultura popular
- El avión de caza de la serie Mirage fue mostrado en los populares cómics franceses Tanguy and Laverdure. Las historias fueron realizadas durante las temporadas de 1967-1969 de la serie televisiva francesa Les Chevaliers du Ciel, y en la película francesa Les Chevaliers du ciel (título internacional Skyfighters) en el 2005.

- El avión aparece en el videojuego "War Thunder", como avión investigable.

## Especificaciones (Mirage IIIE)
Referencia datos: 

### Características generales
- Tripulación: Uno (piloto)
- Longitud: 15 m (49,2 ft)
- Envergadura: 8,2 m (27 ft)
- Altura: 4,5 m (14,8 ft)
- Superficie alar: 35 m² (376,7 ft²)
- Peso vacío: 7050 kg (15 538,2 lb)
- Peso útil: 6450 kg (14 215,8 lb)
- Peso máximo al despegue: 13 500 kg (29 754 lb)
- Planta motriz: 1× turborreactor Snecma Atar 9C.
  - Empuje normal: 42 kN (4280 kgf; 9435 lbf) de empuje.
  - Empuje con postquemador: 60,8 kN (6200 kgf; 13 668 lbf) de empuje.

### Rendimiento
- Velocidad máxima operativa (Vno): 2350 km/h (1460 MPH; 1269 kt) a 12 000 m de altitud
- Velocidad crucero (Vc): 956 km/h (594 MPH; 516 kt)
- Alcance: 4000 km (2160 nmi; 2485 mi) con depósitos de combustible externos
- Techo de vuelo: 17 000 m (55 774 ft)
- Régimen de ascenso: 83,3 m/s (16 397 ft/min)

### Armamento
- Cañones: 

  - 2x DEFA 552 de 30 mm
- Misiles: Matra R.550 Magic y Matra R.530

## Aeronaves relacionadas

### Desarrollos relacionados
- Dassault Mirage 5
- Dassault Mirage IV
- Dassault Mirage IIIV
- Dassault Mirage 2000
- IAI Kfir
- Atlas Cheetah

### Aeronaves similares
- Avro Canada CF-105 Arrow
- Republic F-105 Thunderchief
- F-102 Delta Dagger
- F-106 Delta Dart
- IAI Kfir
- Saab 35 Draken
- Saab 37 Viggen
- Mikoyan-Gurevich MiG-21
- Sukhoi Su-9
- Sukhoi Su-11

### Secuencias de designación
- Secuencia MD._ (interna de Dassault): ← MD.453 - MD.454 - MD.455 - MD.550 - MD.610 - MD.750 Mirage 6000 Mega Mirage
- Secuencia Mirage Alfanumérica (interna de Dassault): I - II - III (V) - IV - 5 - 50 →
- Secuencia A_ (Aeronaves de la RAAF (Serie Tres, 1964-presente)): A1 Sioux - A2 Iroquois - A3 Mirage III - A4 Caribou - A5 Alouette III - A6 Viscount →
- Secuencia C._ (Aeronaves de Caza del Ejército del Aire español, 1954-1978): ← C.8 - C.9 - C.10 - C.11 - C.12 - C.14
- Secuencia C._ (Aeronaves de Caza del Ejército del Aire español, 1978-presente): EA.6 - A.9 - A.10 - C.11 - C.12 - C.14 - C.15 →